# Willys-Overland Jeepster
O Jeepster é um automóvel originalmente produzido pela Willys-Overland Motors de 1948 a 1950. Foi desenvolvido para preencher uma lacuna na linha de produtos da empresa, passando de seus proto SUVs e caminhões "utilitários" para o mercado de automóveis de passeio.
O Jeepster inicialmente incluía vários recursos de luxo e acessórios internos, além de um alto nível de equipamento padrão que custava mais em outros automóveis. Um total de quase 20.000 foram fabricados.
O nome Jeepster foi revivido em 1966 em um novo modelo, o Jeepster Commando C-101.